# Світязь

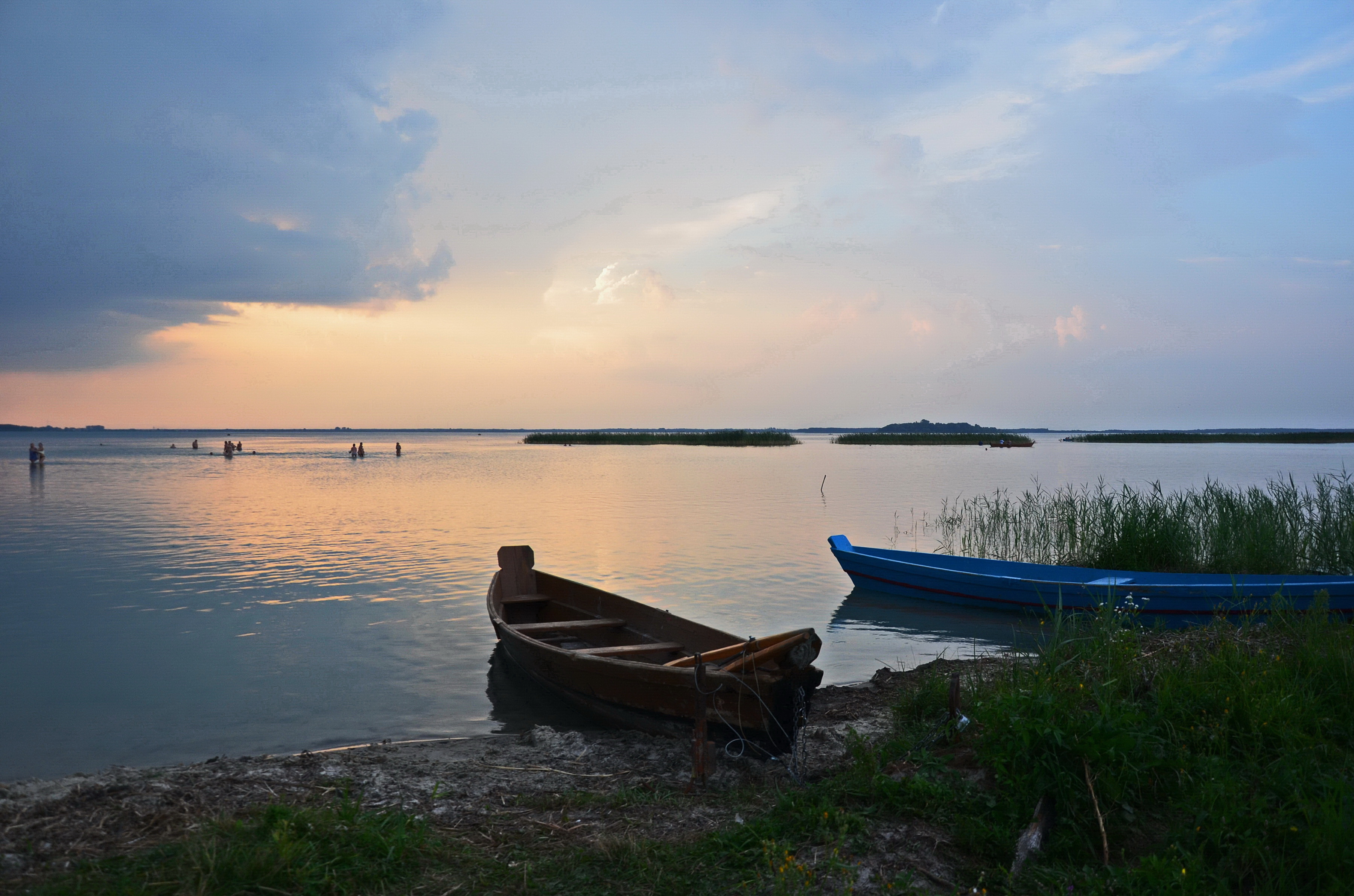
Вечір на оз. Світязь

Сві́тязь (Сви́тязь, Світязьке озеро) — найглибше озеро в Україні. Розташоване в межах Ковельського району Волинської області. Належить до групи Шацьких озер, що у межиріччі Прип'яті й Західного Бугу. Світязь має максимальну глибину 58,4 метра та площу 25,2 км².
Озеро має карстове походження. Розташовано на Поліській низовині, в зоні мішаних лісів Волинського Полісся. Клімат території помірний з холодною зимою та теплим літом. Світязь живиться атмосферними опадами та підземними водами. Склад води та вміст розчинного кисню у воді озера Світязь мають якісні характеристики і в останні роки не змінювались. Світязь — стічне озеро, воно з'єднано з озером Луки, через яке відбувається витік води до Західного Бугу.
Озеро має широку смугу піщаних пляжів, мілину прибережної зони та чудово прогрівається у теплий період. Світязь є популярним місцем відпочинку, особливо для родин з дітьми. Навколо озера створено рекреаційні зони, прокладені автомобільні шляхи.
Поблизу озера розташовано село Світязь та смт Шацьк. Озеро входить до складу Шацького національного природного парку.

## Природні умови

### Розташування
Озеро Світязь розташоване у північно-західній частині Волинської області на північному заході України, поблизу кордону Польщі та Білорусі. Озеро розташовано в Ковельському районі Волинської області, на північ від села Світязь та на захід від Шацька. Довжина озера становить 7,8 км, ширина 4,1 км. Площа 27,5 км², найбільша глибина 58,4 м, середня глибина — 7,2 м. Уріз водного дзеркала розташовано на висоті 163 м над рівнем моря.

### Береги
Берегова лінія протяжністю понад 30 км, прибережна смуга мілководна, має піщані пляжі та дно, частково заросла комишами, очеретом та осокою. Самі береги окреслені нечітко — піски, крейдяний мергель і вапняки надають їм своєрідності й неповторності. Вздовж берегів іноді трапляються галька і валуни, окремі ділянки заболочені.
Озеро має 2 затоки — Бужня і Лука. Озеро оточено ділянками мішаних лісів, сосни з березами, грабами, дубами подекуди підступають до самої води.
В районі озера трапляються четвертинні озерно-болотні відклади голоцену: мул, сапропель, торф.

### Озерна котловина
Котловина озера була утворена карстовими та льодовиковими процесами. Рельєф улоговини складний: є мілини вздовж берегів, западини різної глибини та карстові лійки. Батиметричні дослідження озера Світязь показали, що дно має кілька карстових лійок глибиною 38 м, 37 м, 32 м, 20 м, 17 м, 15 м та 14 м. Озеро вважається глибоким, хоча велика частина прибережної зони дуже мілководна. Озеро має глибоководну північно-західну частину та мілководну східну частину. Майже посередині озера розташований острів площею 7 гектарів.

### Клімат
Світязь розташований у помірному кліматичному поясі із середньорічною температурою повітря 8 °C, середня температура червня становить 19 °C, січня ― -5 °C, середня кількість опадів 543 мм за рік. Влітку вода може прогріватися до 23 °C (поверхневий шар), різка зміна температури води спостерігається з глибин понад 3 м, на глибині (15—17 м) температура води постійна і становить 9 °C. Взимку озеро замерзає.

### Гідрологія
Світязь — стічне озеро, воно з'єднано з озером Луки (на півночі) каналом, одним із найдавніших каналів на Шацькому поозер'ї, який був створений для скиду води під час катастрофічної повені 1887 року. Світязь розташований на 1,5 м вище озера Луки, тому вода самотічно рухається каналом, й для регулюванні стоку встановлено шлюз. Із озера Луки витікає річка Копаївка, притока Західного Бугу, тому вода з озера Світязь потрапляє до басейна Вісли.
Живиться Світязь переважно підземними водами та атмосферними опадами.

### Гідрохімія
Хімічний склад води озера Світязь: мінералізація води не висока — близько 200 мг/дм³ (тип води — гідрокарбонатно-кальцієва); pH води — 7,9 (слабколужна); вода насичена киснем — 10,5 мг/дм³, незначний вміст сполук азоту (зокрема, нітратів), заліза.
Прозорість води становить 3—5,4 м (іноді до 8 м).
Хімічний склад води озера Світязь: середня концентрація основних іонів та мінералізація, мг/дм³
| HCO− 3 | SO2− 4 | Cl−  | Ca2+ | Mg2+ | Na+K+ | Мінералізація води |
| ------ | ------ | ---- | ---- | ---- | ----- | ------------------ |
| 122,1  | 10,2   | 13,7 | 34,1 | 3,7  | 15,0  | 198,8              |

Хімічний склад води озера Світязь: середнє значення pH, концентрація кисню, мінеральних сполук азоту та заліза, мг/дм³
| рН  | O2   | NH+ 4 | NO− 2 | NO− 3 | Fe2− | Fe3− |
| --- | ---- | ----- | ----- | ----- | ---- | ---- |
| 7,9 | 10,5 | 0,1   | 0,01  | 1,7   | 0,0  | 0,3  |

Склад води та вміст розчинного кисню у воді озера Світязь задовільний і в останні роки не змінились. У Світязі зберігається досить висока якість води, оскільки поряд немає значних джерел забруднення, а статус національного природного парку сприяє охороні вод. У воді є іони срібла та гліцерин.

### Флора та фауна

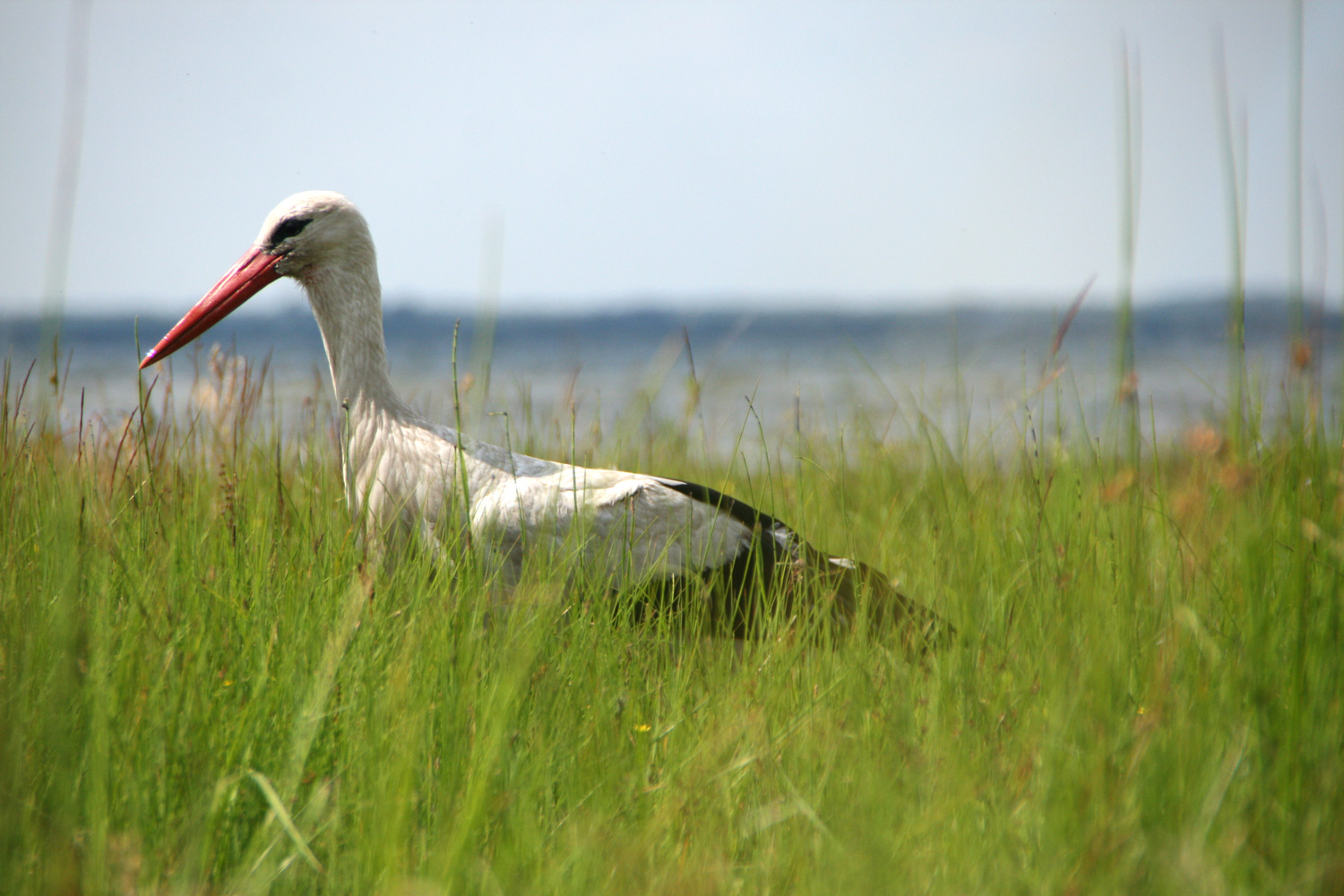
Білий лелека на озері Світязь

Озеро розташовано на Поліській низовині, серед соснових лісів Волинського Полісся. Територія навколо озера має ландшафт алювіально-зандрових низовин з дерново-підзолистими ґрунтами.
Фітопланктон Світязя має приблизно 40 різновидностей водоростей. Найбільш представлені хлорококкові, десмідієві та синьозелені водорості. Велика різноманітність десмідієвих є характерною особливістю даного озера. На другому місті за числом видів — діатомові і синьозелені водорості. Чисельність і біомаса фітопланктону в озері не дуже високі. В квітні загальна чисельність складає приблизно 1,8 млн.кл/л, біомаса — 0,41 мг/л. В липні чисельність фітопланктону зростає до 8,1 млн кл/л за рахунок дрібних синьозелених і хлорококкових водоростей, але біомаса нижча — 0,33 мг/л.
Серед водної рослинності вздовж узбережжя поширені очерет звичайний, рогіз широколистий, осока пухнаста, латаття біле, елодея канадська.
Озеро багате рибою (вугор, лящ, окунь, щука, канальний сом, сиг). Різноманітні водоплавні птахи мешкають постійно або прилітають при сезонній міграції. умови сприяють розведенню хутрового звіра.[джерело?]
Шацький національний природний парк, до складу якого входить озеро Світязь, було створено постановою Ради Міністрів УРСР від 28 грудня 1983 року № 533.

## Походження
Серед учених немає єдиної думки щодо походження Світязю та інших Шацьких озер. Одні вважають, що після відступу Дніпровського льодовика понад 10 тис. років тому на Поліссі утворилося величезне водоймище. Льодовик з півночі підпирав його, не давши воді стікати вниз. Озера вважаються реліктовими, тобто є залишками цього гігантського водоймища, западини якого з часом поглибилися вимиванням вапняків підземними потоками. Інші учені стверджують, що озера мають винятково карстове походження.

## Туризм
Шацькі озера, зокрема Світязь, приваблюють чимало туристів, які розміщуються переважно в котеджах і пансіонатах, збудованих навколо озера поблизу смт Шацьк та сіл (Світязь, Пульмо), а також у приватному секторі, який користується великою популярністю. Навколо озера існує декілька зон відпочинку:
- Рекреаційна зона «Гряда» в Шацькому НПП розташована на східному узбережжі озера Світязь на території смт Шацьк має площу 28,25 га. Основна частина її зайнята базами відпочинку — 20,0 га, решта — установами соціально-культурного обслуговування, зеленими насадженнями загального користування, пляжами.
- Зона відпочинку «Світязь» розташовується вздовж узбережжя біля селища Світязь, має природні піщані пляжі місцями покритті трав'яною рослинністю, дно у берега озера піщане з поступовим пониженням глибини. Загальна площа під закладами відпочинку становить 8,37 га;
- Зона відпочинку «Урочище Гушове» розташована на південному узбережжі озера Світязь, має найбільшу площу під закладами відпочинку 53,02 га. Природні піщані пляжі, поступово понижене дно озера, лісові масиви створюють сприятливі умови для відпочинку дітей.[15]

Протяжність берегової лінії 30 км, ширина піщаних пляжів становить від 5 до 50—60 м. Мілководна берегова зона озера в теплий період краще прогрівається, піщані пляжі та чиста вода створюють умови для рекреаційного туризму, особливо для дітей.
В Шацькому національному природному парку створена екологічна стежка «Світязянка», яка проходить по південному узбережжі озера.

## Транспорт
Транспортне забезпечення до озера існує тільки автомобільне. Головна під'їзна транспортно-екскурсійна дорога Ковель — Любомль — Берестя, що проходить по Шацькому парку з півдня на північ, дозволяє проїзд до рекреаційних зон навколо озера.

## Екологія
Показники якості води в озері на стан квітня 2025 року залишаються незмінними та є високими щодо чистоти.
Батиметричні спостереження Світязя проводяться Шацькою міжвідомчою науково-дослідною екологічною лабораторією Фізико-механічного інституту імені Г. В. Карпенка НАН України.
За ствердженням екологів, через розробку Хотиславського крейдяного кар'єру (Білорусь), що знаходиться на території Білорусі, може зникнути озеро Світязь.
| | Це небезпечно для Шацьких озер і перш за все для озера Світязь. Його обміління може відбутися за 10-15 років через зниження рівня ґрунтових вод, що живлять озеро. Глибина Світязя – більше 50 метрів, а глибина Хотиславського кар'єру повинна досягти 40 метрів. Відстань між ними – 25 кілометрів. Всі підземні джерела взаємопов'язані |
| — Олександр Романюк, перший заступник начальника Державного управління охорони навколишнього природного середовища Волинської області, ВолиньPost | |

На прилеглій до Хотиславського кар'єру території України ІВПіМ НААН створена система моніторингу, що складається з 13 свердловин, з них 6 — на крейдяний водоносний горизонт і 7 — на четвертинний водоносний горизонт та 9 колодязів в селах Гута, Тур і Заболоття. Як репер, від якого належить вести відлік про вплив водовідливу з кар'єру на води з верхньокрейдяних і четвертинних відкладів, вибраний режимний створ з 5 свердловин біля селища Ратне, спостереження на якому були практично безперервними з 1954 року і продовжуються в наш час.

## Цікаві факти
- Світязь — найглибше озеро України[30][31].
- Світязь у 2007 році був вибраний одним із семи природних чудес України[17].
- Про озеро Світязь українська поетеса Ліна Костенко написала вірш «Я хочу на озеро Світязь…»:

|  | Я хочу на озеро Світязь, в туман таємничих лісів. Воно мені виникло звідкись, у нього сто сот голосів. Воно мені світить і світить, таке воно в світі одне. Я — Світязь, я Світязь, я Світязь! Невже ти не чуєш мене?! |

## Події на березі озера
16 липня 2018 року у селі Світязь відбувся етап кубка України зі стронгмену «Світязь Strongman Cup».
Змагання між найсильнішими чоловіками країни відбулись на центральному пляжі села Світязь. Подивитися, як демонструватимуть свої силу та міць стронгмени, прийшли сотні місцевих та відпочивальників і захід став ключовою подією туристичного сезону.

Серед тих, хто приїхав на Полісся за новими силовими рекордами, були спортсмени з Чернівців, Хуста, Івано-Франківська, Києва, Одеси, Вінниці, Мукачева, Львова та навіть із Республіки Білорусь. Головний рефері змагань був володар титулів «Найсильніша людина світу» та «Найсильніша людина України» Василь Вірастюк.

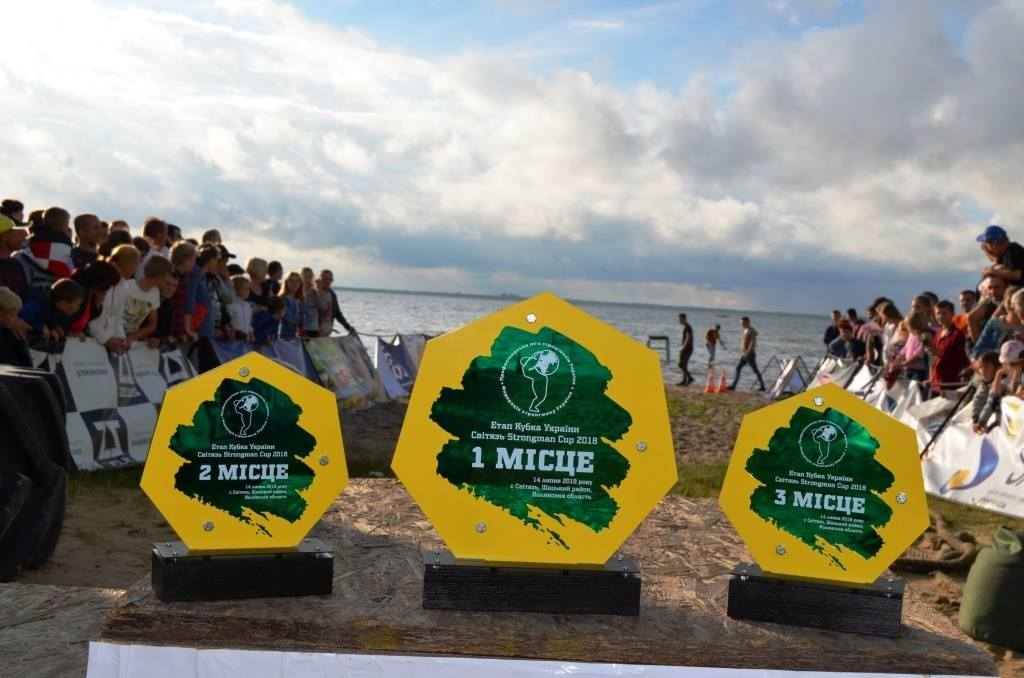
«Світязь Strongman Cup»
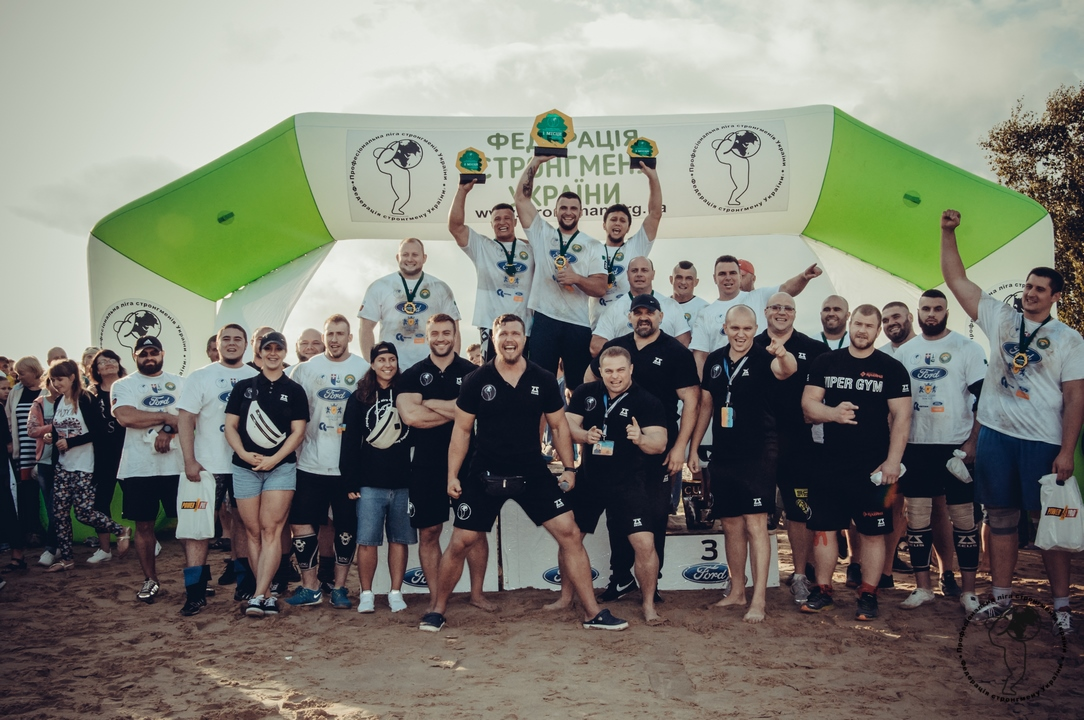
«Світязь Strongman Cup» учасники
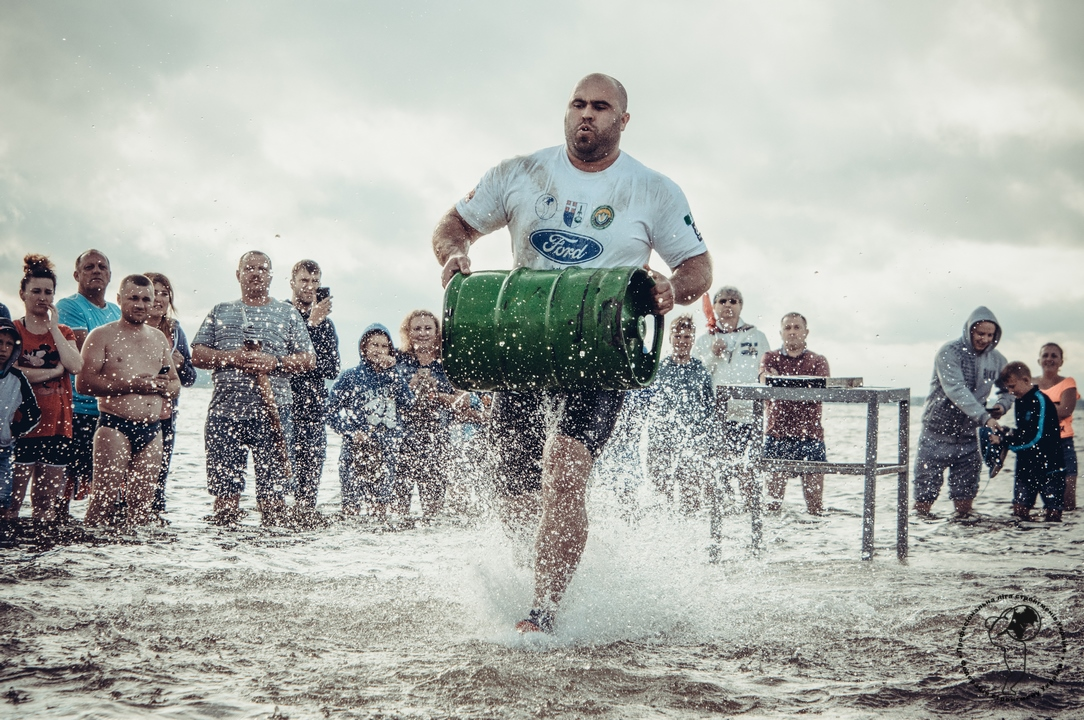
«Світязь Strongman Cup» завантаження бочок
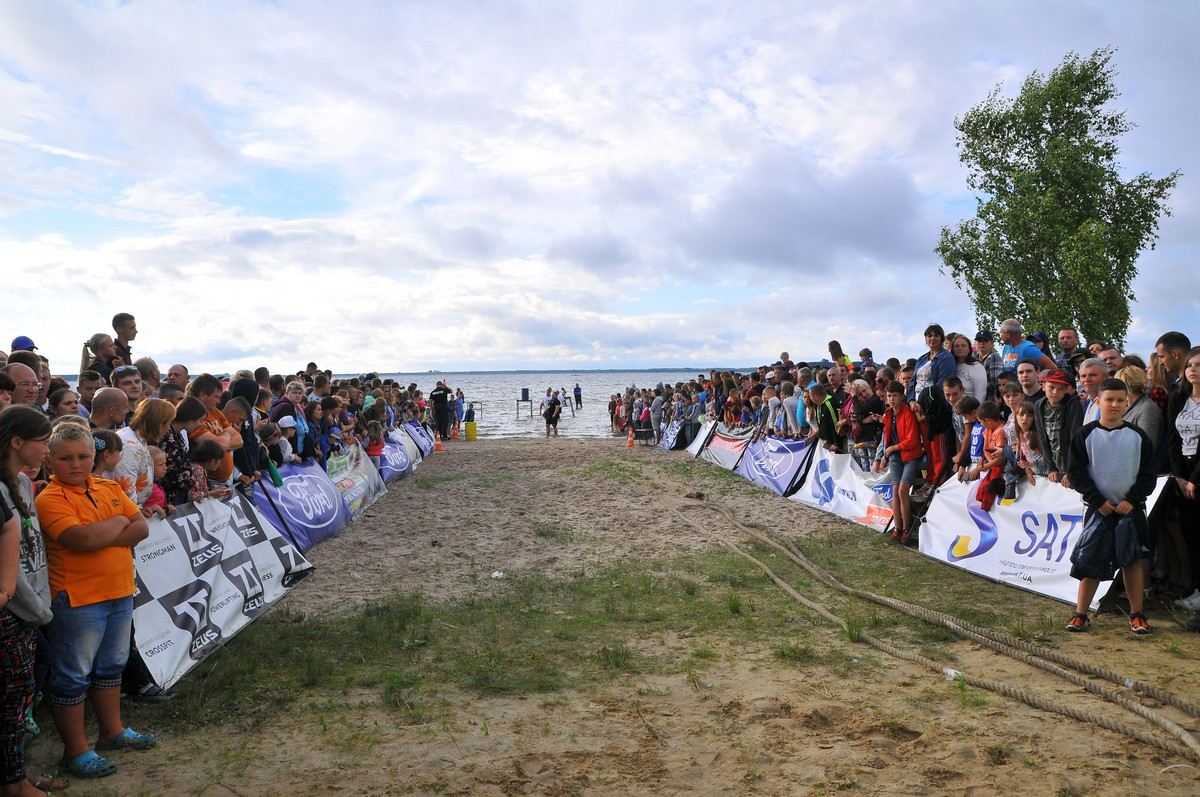
Глядачі на пляжі Світязя
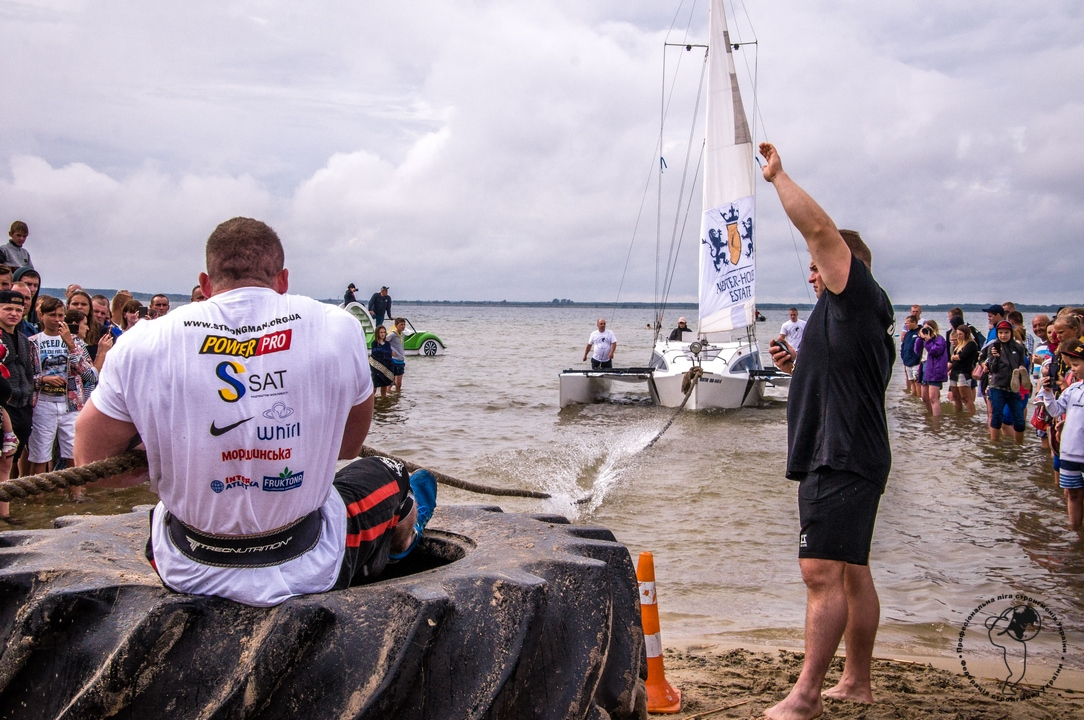
Перетягування яхти в озері Світязь
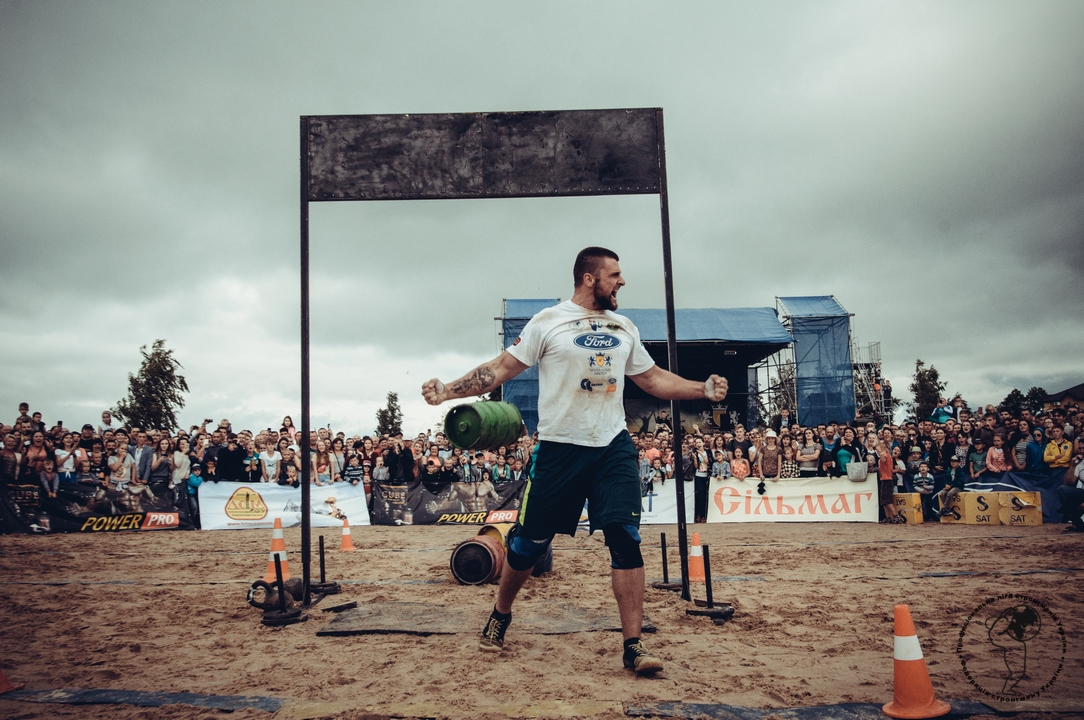
Емоції переможця на пляжі Світязя

### Фестиваль «Світязький пончик»
Фестиваль «Світязький пончик» проводиться на берегах озера Світязь з 2018 року. На фестивалі можна було скуштувати місцеву автентичну випічку «Світязький пончик» з різною начинкою Також під час фестивалю проводяться конкурси на найсмачніший пончик та найшвидше поїдання пончика, виступи фольклорних колективів і окремих виконавців,  виставки. Світязький пончик потрапив у 2024 році потрапив до регіонального переліку елементів нематеріальної спадщини Волинської області. 